# Rodzina Didotów

Antykwa Didota

Rodzina Didotów – francuska rodzina księgarzy, rytowników i wydawców.

## Przedstawiciele
- François Didot (1689–1757), założyciel rodu
- François-Ambroise Didot (1730–1804), syn François
- Pierre-François Didot (1732–1795), syn François, brat François-Ambroise'a Didota
- Henri Didot (1765–1862), syn Pierre'a-François Didota, najdłużej żyjący przedstawiciel rodu
- Saint-Léger Didot (1767–1829)
- Edouard Didot (1797–1825)
- Pierre Didot (1760–1853), syn François-Ambroise'a Didota
- Jules Didot (1794–1871)
- Firmin Didot (1764–1836), drugi syn François-Ambroise'a Didota
- Ambroise Firmin Didot (1790–1876), syn Firmina
- Hyacinthe Firmin Didot (1794–1880)
- Alfred Firmin-Didot (1828–1913), syn Ambroise'a Firmina

## Pierwsze pokolenie
Ojcem rodziny był François Didot (ur. 1689 w Paryżu, zm. 1757 roku). W 1713 roku założył drukarnię i księgarnię. Pod jego nazwiskiem wydawane były dzieła klasyków greckich, a także 20 tomowa Histoire generale des voyages autorstwa francuskiego pisarza Antoine’a Prévosta. Godłem drukarskim jego oficyny była złota biblia.

## Drugie pokolenie
François Didot miał dwóch synów. Pierwszy, François-Ambroise Didot (1730–1804) był pomysłodawcą m.in. nowej czcionki, pierwszej antykwy klasycystycznej zw. antykwą Didota (1775) oraz ulepszył system miary typograficznej wymyśloną przez Pierre'a Fourniera tzw. punkt typograficzny. System wymyślony przez niego jest stosowany do dziś. Po unowocześnieniu drukarni produkował wymyślony przez siebie papier zw. welinowym, który stanowił później dla gładkiego papieru Baskerville’a. Jako wydawca jest autorem dzieł francuskich i klasyków greckich oraz łacińskich. Francuski król Ludwik XVI w trosce o wykształcenie syna zlecił mu wydanie ksiąg dydaktycznych. m.in. pour l'education de Monseigneur le Dauphin. Wydawał również edycje Biblii.
Drukarnię po ojcu przejął jego brat Pierre-François Didot (1731–1795). Prócz księgarni po ojcu, prowadził nową papiernię w Essonnes i odlewnię czcionek. W 1777 roku otrzymał tytuł Imprimeur de Monsieur i kierował drukarnią królewską. Jest autorem nowej czcionki.

## Trzecie pokolenie
François-Ambroise Didot miał dwóch synów, którzy odziedziczyli po nim przedsiębiorstwo dzieląc je pomiędzy siebie. Starszy Pierre (1761–1853) odziedziczył drukarnię i wydawnictwo, a młodszy Firmin Didot (1764–1836) otrzymał odlewnię. Młodszy syn miał zdolności wynalazcy w dziedzinie drukarstwa. Udoskonalił czcionkę ojca, wykończył jej formę i w annałach uważany jest za właściwego twórcę antykwy Didota. W 1795 roku jego forma udoskonaliła sposób odlewu stereotypii. Z rąk Napoleona otrzymał stanowisko dyrektora odlewni przy dawnej Drukarni Królewskiej, a wówczas Drukarni Cesarskiej (Imprimerie Imperiale).
Starszy brat Pierre wykorzystywał wynalazki Firmina i metodą ulepszonej stereotypii wydawał wielojęzyczne książki. Był przeciwnikiem stosowania winiet i zbędnych zdobień. Do najważniejszych pozycji wydanych przez niego należą zbiory autorów klasycznych francuskich i łacińskich (Auteurs Francais et Latins) oraz pozycje znane jako dzieła Wydawnictwa Luwru, wydawane w niewielkim nakładzie po 250 egz w latach 1794–1801. W luksusowej serii został wydany w 1798 roku Wergiliusz w formacie in folio, dzieła Horacego z 1799 roku, Racina w trzech tomach oraz bajki La Fontaine’a z 1802 roku. Piotr jest uznawany za najwybitniejszego drukarza francuskiego i autora kilku dzieł z tematyki drukarstwa.
Potomkami Pierre'a-François Młodszego byli Henri (1786–1852) i Saint-Léger (1767–1829). Pierwszy był wynalazcą mikroskopijnej czcionki o czystym kroju do produkcji której wymyślił specjalną matrycę i aparat dający sto liter naraz. Był projektantem rysunku asygnaty Konwentu.
Saint Leger był konstruktorem maszyny papierniczej z 1799 roku, która dawała nieprzerwaną taśmę papieru.
Syn Firmina, Ambroise Firmin (1790–1876) był hellenistą i bibliofilem, piastował stanowisko pierwszego prezesa stowarzyszenia księgarzy francuskich założonego w 1874 roku. Jako wydawca wydał m.in. serie Bibliotheque des auterurs grecs, Bibliotheque latine,  Bibliotheque francaise.
Kolejni potomkowie rodu Didotów nieprzerwanie prowadzą przedsiębiorstwo drukarskie do dziś.